# Hebius johannis
Hebius johannis (вуж Йоганніса) — вид змій родини полозових (Colubridae). Ендемік Китаю.

## Поширення й екологія
Вужі Йоганніса мешкають у китайських провінціях Гуйчжоу, Сичуань та Юньнань. Вони живуть у лісах і на гірських луках, на берегах річок і струмків, а також на рисових полях. Зустрічаються на висоті від 1200 до 2750 м над рівнем моря. Живляться рибою.